# Zajeziorze (powiat sandomierski)
Zajeziorze – wieś w Polsce położona w województwie świętokrzyskim, w powiecie sandomierskim, w gminie Samborzec.
W latach 1975–1998 miejscowość należała administracyjnie do województwa tarnobrzeskiego.
We wsi znajduje się jednostka Ochotniczej Straży Pożarnej.

## Części wsi
| SIMC    | Nazwa     | Rodzaj    |
| ------- | --------- | --------- |
| 1019059 | Przylasek | część wsi |
| 0807180 | Przyłogi  | część wsi |
| 0807197 | Siedliska | część wsi |
| 0807205 | Zabrodzie | część wsi |

## Dawne części wsi – obiekty fizjograficzne
W latach 70. XX wieku przyporządkowano i opracowano spis lokalnych części integralnych dla Zajeziorza zawarty w tabeli 1.

| Nazwa wsi – miasta   | Nazwy części wsi – miasta                                                                         | Nazwy obiektów fizjograficznych – charakter obiektu |
| -------------------- | ------------------------------------------------------------------------------------------------- | --- |
| I. Gromada SAMBORZEC |                                                                                                   | |
| 1. Zajezierze        | 1. Baran 2. Ogrody 3. Podmłynie 4. Podolszynie 5. Przylasek 6. Przyłogi 7. Siedliska 8. Zabrodzie | 1. Baran – pole 2. Bogoryjskie Jezioro – pole, łąka 3. Na Płaszczy – jezioro 4. Ogrody – pole 5. Pępowiec – łąka 6. Płaszcza – łąka 7. Podmłynie – pole 8. Podolszynie – pole 9. Przylasek – pole 10. Siedliska – pole |